# Igor Erokhin
Igor Erokhin (en russe : Игорь Ерохин ; né le 4 septembre 1985) est un athlète russe, spécialiste de la marche athlétique.

## Biographie
Il se révèle dans l'épreuve du 20 km marche en remportant le titre des Championnats d'Europe espoirs 2005, à Erfurt, dans le temps de 1 h 23 min 14 s. En 2007, il termine troisième de la Coupe d'Europe de marche de Royal Leamington Spa.
Contrôlé positif à l'érythropoïétine (EPO) en juillet 2008, il est suspendu deux ans par l'IAAF du 9 septembre 2008 au 8 septembre 2010.
De retour à la compétition en 2011, le Russe décide se concentrer sur les courses de longues distances. Sur 50 km, il se classe deuxième de la Coupe d'Europe de marche, à Olhão, en 3 h 49 min 4 s, devancé de quatre secondes par son compatriote Denis Nizhegorodov. En mai 2012, Igor Erokhin remporte la médaille d'argent de la Coupe du monde de marche disputée sur son sol à Saransk, où il s'incline sur le fil en 3 h 38 min 10 s face à son compatriote Sergey Kirdyapkin (3 h 38 min 8 s). 

### Palmarès
| Date | Compétition                   | Lieu                 | Résultat | Épreuve      |
| ---- | ----------------------------- | -------------------- | -------- | ------------ |
| 2005 | Championnats d'Europe espoirs | Erfurt               | 1er      | 20 km marche |
| 2007 | Coupe d'Europe de marche      | Royal Leamington Spa | 3e       | 20 km marche |
| 2011 | Coupe d'Europe de marche      | Olhão                | 2e       | 50 km marche |
| 2012 | Coupe du monde de marche      | Saransk              | 2e       | 50 km marche |

### Records
| Épreuve | Épreuve      | Performance     | Lieu    | Date            |
| ------- | ------------ | --------------- | ------- | --------------- |
| Route   | 20 km marche | 1 h 19 min 21 s | Adler   | 17 février 2007 |
| Route   | 50 km marche | 3 h 37 min 54 s | Londres | 11 août 2012    |